# Mechanitis casabranca
Mechanitis casabranca är en fjärilsart som beskrevs av Richard Haensch 1905. Mechanitis casabranca ingår i släktet Mechanitis och familjen praktfjärilar. Inga underarter finns listade i Catalogue of Life.